# Skinny Client Control Protocol
Skinny Client Control Protocol (SCCP) – protokół opracowany przez Selsius Corporation. Został sprecyzowany i jest własnością spółki Cisco Systems, jako urządzenie do komunikowania się pomiędzy użytkownikiem Skinny a Cisco CallManager.
SCCP jest lekkim protokołem. CallManager działa jako sygnalizator proxy dla inicjowania połączeń ponad innymi wspólnymi protokołami jak np.: H.323, SIP, ISDN lub MGCP.
Użytkownicy skinny używają TCP/IP do i z jednej lub więcej grup Call Managers. RTP/UDP/IP jest używany w podobny sposób do skinny client lub terminala H.323 (źródło dźwięku w czasie rzeczywistym). SCCP jest podstawowym bodźcem protokołu i jest stworzony protokół komunikacyjny będący osobnym urządzeniem lub systemem zintegrowanym, mające znaczenie dla CPU oraz ograniczającym pamięć komputera.
Cisco przejęło technologie SCCP wraz z przejęciem firmy Selsius w 1998roku. Jako pozostałość po firmie Selsius pochodzenie obecnego IP Cisco, domyślny format nazwy urządzenia zarejestrowanej dla Cisco wraz z CallManager to SEP – Selsius Ethernet Phone, wynika z adresowania (adresów) MAC.
Inne firmy takie jak np.: Symbol Technologies i SocketIP wprowadziły ten protokół do Terminali VolP i Media Gateway Controllers oraz Softswitches. Wprowadzenie przez Open Source SCCTP/Skinny istnieje i jest obecnie częścią systemu Asterisk (PBX).
Firma IPBlue stworzyła oprogramowanie (soft phone), które również wykorzystuje sygnalizowanie SCCP.